# Doubrava (Hořice)
Doubrava je vesnice, část města Hořice v okrese Jičín. Nachází se asi dva kilometry severovýchodně od Hořic. Doubrava je také název katastrálního území o rozloze 2,24 km². V katastrálním území Doubrava leží i Svatogothardská Lhota.

## Pamětihodnosti
Jižně od vesnice se na okraji údolí Bystřice dochovaly pozůstatky hradu označovaného jako Pustohrad. Hrad byl založen ve třináctém století a krátce po založení zanikl mohutným požárem.